# Anlauf (Architektur)
Als Anlauf bezeichnet man in der Architektur allgemein eine untere konkave, das heißt aus einer Hohlkehle gebildete Vermittlung zwischen zwei senkrechten Baugliedern, im Gegensatz zum oberen Ablauf.

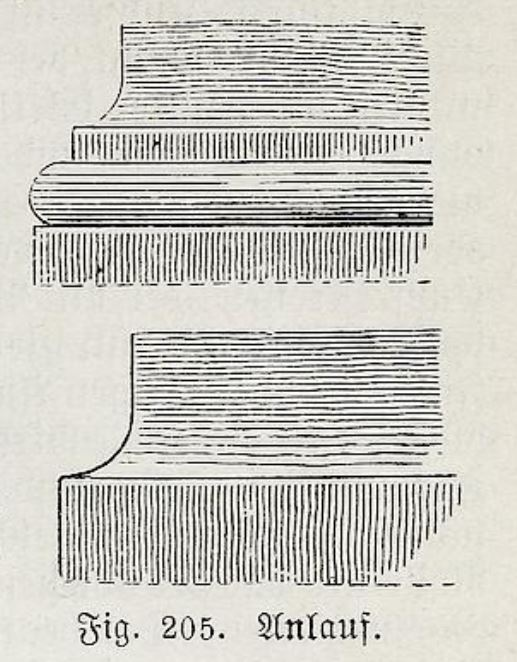
Zwei Beispiele für Anläufe

In der klassischen Architektur erscheint der Anlauf (griech. Apophysis) als Profilierung von Gesimsen, Basen usw. für den Übergang nach oben zu Wand, Pilasterschaft, Säulenschaft usw. und war Gegenstand von architekturtheoretischen Ausführungen.

## Weitere Begriffsverwendungen
In Architektur und Bauwesen wird der Begriff Anlauf teilweise ebenfalls verwendet für die leichte Neigung (auch Anzug, Dossierung) eines Sockels oder einer gequaderten Erdgeschossfassade oder eine kurze Rampe.